# Bia ở Bắc Triều Tiên
Cộng hòa Dân chủ Nhân dân Triều Tiên có ít nhất mười nhà máy bia cỡ lớn và nhiều xưởng bia cỡ nhỏ cung cấp nhiều sản phẩm bia khác nhau. Thương hiệu hàng đầu là bia lager Taedonggang của Công ty bia Taedonggang thuộc sở hữu nhà nước.
Các vấn đề của Triều Tiên đối với phân phối hàng hóa và sản lượng điện đã buộc các cơ sở sản xuất bia Triều Tiên phải đổi mới. Để giảm thiểu sự phân phối bia, nhiều nhà hàng và khách sạn quyết định tự mở và điều hành các xưởng bia của riêng họ. Do việc cung cấp năng lượng không ổn định đã gây khó khăn cho việc làm lạnh bia, người Triều Tiên đã phát triển món bia hơi phổ biến rộng rãi của riêng họ, một kiểu bia theo phong cách Mỹ được ủ ở nhiệt độ cao hơn nhiệt độ bình thường.
Tuy người Triều Tiên ưa thích rượu soju hơn cả, nhưng bia vẫn đứng thứ hai khi xét về lượng tiêu thụ tại nước này. Kể từ những năm 1980, tất cả dân thường Triều Tiên đã có thể tiếp cận thứ đồ uống này, mặc dù số lượng phân phối còn hạn chế. Ngược lại, khách du lịch có thể thưởng thức bia giá rẻ mà không có rào cản gì cả.

## Lịch sử
Người Nhật mang bia đến thuộc địa Triều Tiên vào những năm 1930 dưới hình thức bia lager của Đức. Sau Thế chiến thứ hai và độc lập, cho đến ít nhất năm 1960, bia ở CHDCND Triều Tiên bắt đầu được sản xuất trong nước. Đến những năm 1980, do bia được sản xuất ở số lượng nhiều nên đông đảo người Triều Tiên đều có thể thưởng thức nó dễ dàng. Cho đến giữa thập niên 1990 khi chế độ phân phối bia của nhà nước bắt đầu suy tàn, người dân nơi đây theo quy định chỉ được nhận một chai rượu soju và ba chai bia cho mỗi ngày lễ lớn ở Triều Tiên. Tất cả các loại bia Triều Tiên đều đóng chai trong nước trong những chai thủy tinh chất lượng kém. Trong nạn đói ở Triều Tiên, các chai bia đã được sử dụng làm đồ đựng nước cất trong các trường hợp bệnh nhân phải được truyền nước hay các loại dược phẩm khác do thiếu thiết bị y tế ở bệnh viện.
Mặc dù trước đó đã tồn tại các cơ sở sản xuất bia, nhưng việc chế biến bia ở Triều Tiên chỉ bắt đầu một cách nghiêm chỉnh vào năm 2000 khi nhà lãnh đạo của đất nước Kim Jong-il muốn xây dựng một nhà máy bia chất lượng cao ở nước này. Công ty bia Taedonggang thuộc sở hữu nhà nước sau đó được cấp quyền mua chuỗi nhà máy bia cũ Ushers of Trowbridge ở Anh Quốc và nhập chúng vào Triều Tiên. Nhà máy bia Taedonggang chính thức mở cửa vào tháng 4 năm 2012 tại thủ đô Bình Nhưỡng. Xưởng bia Rakwon Paradise và xưởng bia của khách sạn Yanggakdo cũng đã bắt đầu đi vào hoạt động.
Vào tháng 8 năm 2016, nhà máy bia Taedonggang khai mạc lễ hội bia đầu tiên tại nước này. Lễ hội năm 2017 tiếp đó đã bị hủy bỏ, nguyên nhân có thể là do hạn hán.
Trong thời kì xuất hiện những khó khăn kinh tế dạo gần đây, bắt đầu hình thành những quán bia do chính phủ điều hành ở Bình Nhưỡng và các thành phố lớn khác. Ngày nay bia phân phối trong các nhà hàng tư nhân phổ biến, sau khi chính phủ kiểm soát kinh tế một cách nới lỏng hơn trước.

## Văn hóa bia
CHDCND Triều Tiên có một nền văn hóa sản xuất bia sống động bất chấp lệnh cấm vận tại đây.
Bia không phải là đồ uống có cồn phổ biến nhất của người Triều Tiên, do họ đa phần thích rượu soju truyền thống hơn. Hệ quả là bia Triều Tiên vẫn ít được biết đến. Tuy vậy nhưng bia và rượu soju được coi là hai loại đồ uống có cồn phổ biến nhất ở nước này, với 94,9% lượng đồ uống có cồn được tiêu thụ (rượu nguyên chất) chủ yếu là rượu và 5,1% còn lại là bia. Một người Triều Tiên trung bình tiêu thụ chỉ dưới một lít thức uống chứa cồn dưới dạng bia hàng năm. Tuy nhiên, người ta cho rằng người Triều Tiên vẫn "yêu bia nhiều như người châu Âu hay người Bắc Mỹ". Dưới đây là lời dẫn của Josh Thomas, một nhà sản xuất bia không chuyên đã tham quan các nhà máy bia Triều Tiên:
Trung bình đàn ông Bình Nhưỡng uống bia khá thường xuyên — ít nhất một lần một tuần. Người nông thôn thì uống ít hơn, một vài thì không bao giờ uống. Văn hóa bia là một thứ gì đó vẫn đang phát triển — chủ yếu là bởi đàn ông lui tới quán bar sau giờ làm việc, uống một vài vại bia và sau đó về nhà.

Trong tương lai uống bia dự kiến sẽ là xu hướng trong giới trẻ nói riêng. Thật vậy, giới trẻ Triều Tiên đã bắt đầu giống như Hàn Quốc sau khi chứng kiến bia và nhạc dân gian là xu hướng của giới trẻ Hàn trong thập niên 1970.

## Phân phối

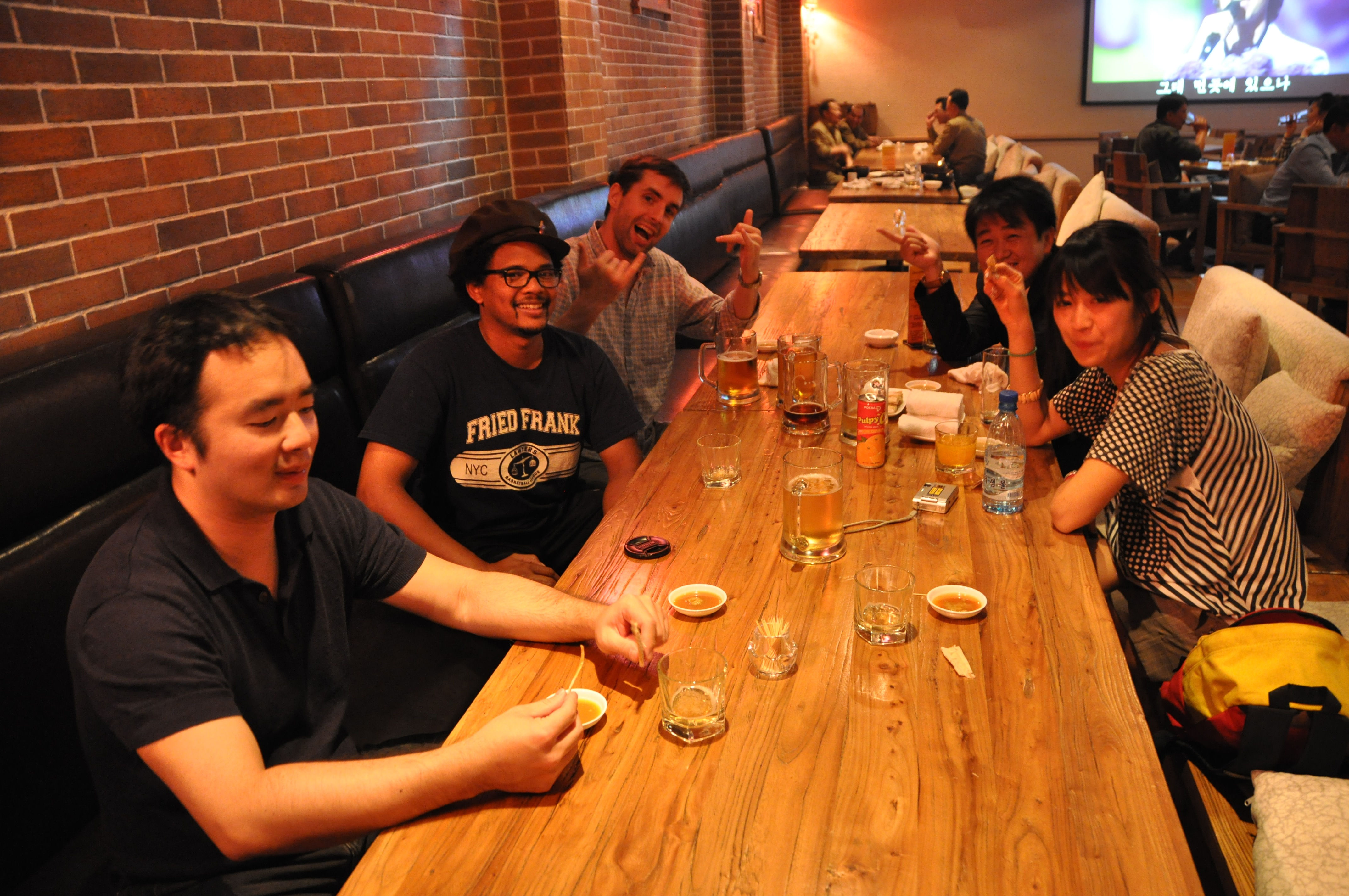
Một nhóm khách du lịch tại Taedonggang Microbrewery số 3 ở Bình Nhưỡng. Bia cung cấp cho khách du lịch mà không bị giới hạn.

Bia sản xuất hàng loạt có thể tìm thấy ở khắp mọi nơi trong nước và việc tự sản xuất quy mô nhỏ cũng phổ biến.
Người Triều Tiên phải chi phiếu mua thực phẩm khi mua bia nên điều này sẽ làm giảm khẩu phần ngũ cốc của họ. Đàn ông Triều Tiên cư trú tại Bình Nhưỡng có thể nhận phiếu mua bia cho phép họ uống một hoặc hai lít bia hàng tháng tại các quán bar bình dân. Những hạn chế này làm cho bia trở thành đồ uống chủ yếu dành cho giới thượng lưu. Không có gì lạ khi donju, người giàu có của Bình Nhưỡng đến những quán bia thường xuyên. Theo KCNA, có khoảng 300 vòi bia mới được lắp đặt ở Bình Nhưỡng phù hợp với kế hoạch mở 300 quán rượu đã công bố trước đó. Liệu các vòi có thực sự hoạt động hay không hiện không thể xác minh. Ở bất cứ giá nào có một "số lượng lớn" các quán bar ở Bình Nhưỡng luôn có sẵn bia. Vào mùa hè và trong các lễ hội, lều bia dựng lên xung quanh Bình Nhưỡng.
Khách du lịch có thể mua bia bằng ngoại tệ mà không bị giới hạn như đối với người Triều Tiên. Bia trong các khách sạn quốc tế có giá khoảng hai euro. Thật vậy, đối với khách du lịch mà theo Josh Thomas, thật sự "giá uống bia Triều Tiên là cúi chào những bức tượng của Kim Nhật Thành và Kim Jong-il, lắng nghe quan niệm chiến tranh Triều Tiên của họ, ăn bất cứ thứ gì và mọi thứ họ cho bạn ăn".
Ở chợ nông sản, một chai bia có giá khoảng 53 won. Các loại bia ngoại nhập như Heineken, Tiger, Erdinger và Bavarian ngày càng được cung cấp nhiều. Một lon bia Trung Quốc như Tsingtao hoặc Harbin, có thể có giá lên tới 4.000 won tại Jangmadang (chợ xám). Người dân nông thôn nghèo tự pha bia với bất kỳ thành phần nào họ có được. "Chúng tôi đã tìm thấy hoa ngô và hoa bia và tạo ra thứ gì đó có màu trắng đục kỳ lạ. Ít nhất thì nó có mùi như bia", một người đào thoát Triều Tiên nhớ lại.

## Thương hiệu

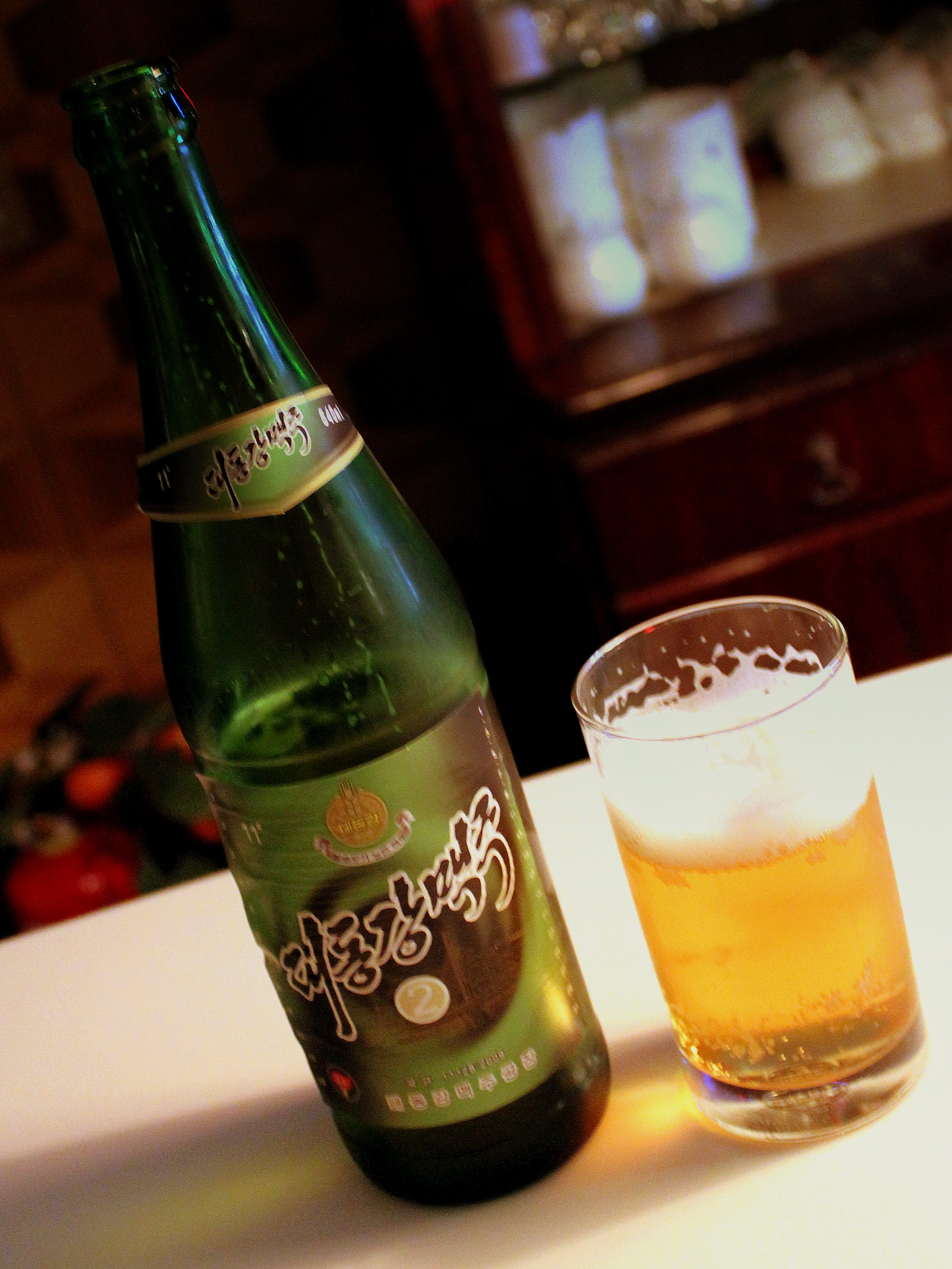
Taedonggang là thương hiệu bia hàng đầu ở CHDCND Triều Tiên.

Có ít nhất mười nhà máy bia ở Triều Tiên. Đất nước này có nhà máy bia cỡ lớn nhiều hơn Hàn Quốc. Nhà máy bia bao gồm Paradise Microbrewery, Yanggakdo Hotel Microbrewery (của khách sạn quốc tế Yanggakdo) và nhà máy bia quốc gia Taedonggang. Một số loại bia khác nhau được sản xuất trong nước, "các loại khác từ bia hơi, bia yến mạch đến bia đen sô cô la và bia nhạt". Theo Josh Thomas, "Với một quốc gia thường xuyên trải qua nạn đói, Triều Tiên lại có sự phổ biến bia một cách đáng ngạc nhiên."
Taedonggang ("Sông Taedong"), một loại bia nhạt màu vàng cam là thương hiệu bia hàng đầu. Đây là một trong những loại bia chất lượng tốt nhất ở trên bán đảo này, thậm chí "tốt hơn đáng kể" so với tất cả các loại bia phổ biến khác ở phần còn lại của châu Á. Taedonggang đã xuất khẩu, thậm chí sang Hàn Quốc từ năm 2005 đến 2007 khi Bình Nhưỡng tăng giá của chúng. Các thương hiệu khác bao gồm Ryongsong, Bình Nhưỡng, Pohak, Ponghak, Rakwon ("Thiên đường") và Samgak ("Delta").

### Nhà máy bia tự nấu

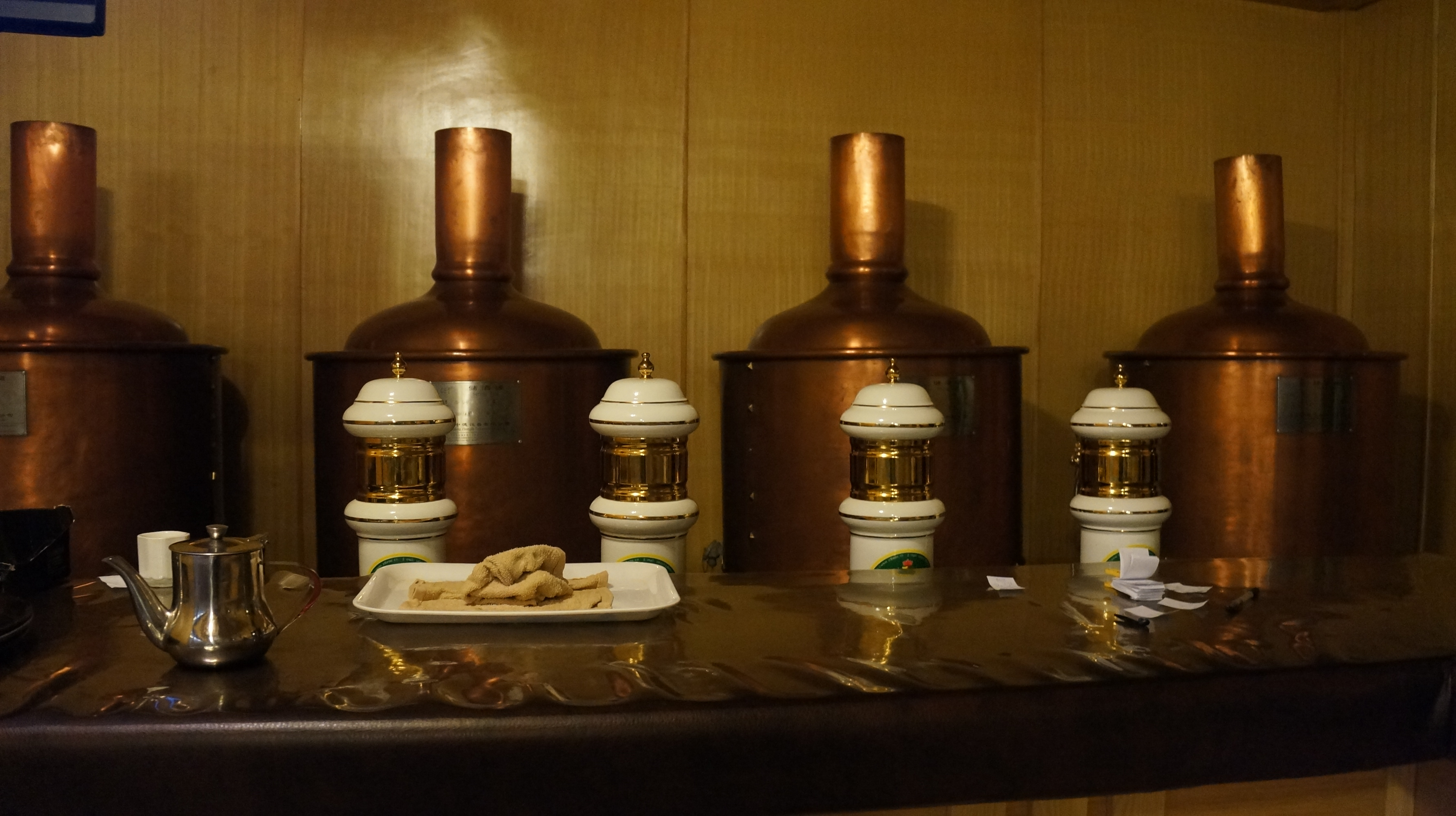
Rakwon Paradise Microbrewery ở Bình Nhưỡng là một trong nhiều cơ sở sản xuất bia cỡ nhỏ của CHDCND Triều Tiên

Có rất nhiều nhà máy bia cỡ nhỏ trong nước. "Văn hóa bia tự cung tự cấp đáng kinh ngạc" điều này có thể giải thích là do liên quan đến biện pháp trừng phạt chống lại Triều Tiên làm hạn chế sự cung cấp của xăng dầu, do đó làm cho phân phối bia là đặc biệt khó khăn của vòng đời sản phẩm:
Đó là một đất nước của bia tự nấu. Khách sạn tự nấu lấy bia. Các con phố nấu bia làm bia của riêng họ. Các nhà hàng tự nấu bia. Bia Taedonggang của quốc gia thì chắc chắn cung cấp trên toàn quốc. Nhưng bất kỳ vị trí nào có đủ không gian cho một nhà máy bia, họ dường như xây dựng một nhà máy để bù đắp bất kỳ sự thiếu hiệu quả nào của chuỗi cung ứng.

Nhiều quán bar và khách sạn tự nấu lấy bia. Một ví dụ là khách sạn Koryo. Nơi đây có một xưởng bia sản xuất ra loại bia được xem là "bia đen tốt nhất trong thị trấn". Khách sạn du lịch Chongjin ở Chongjin cũng có một xưởng bia. Đặc khu kinh tế Rason có một xưởng bia với thiết bị do Cộng hòa Séc sản xuất. Thật vậy, chỉ có Công ty sản xuất bia Taedonggang có thể được phân loại là nhà máy bia "vĩ mô" (cỡ lớn) và phần còn lại, về thực tế chỉ là các nhà máy bia tự nấu (cỡ nhỏ).

### Bia hơi
Có rất nhiều loại bia hơi ở Triều Tiên, một loại bia nguyên bản của Mỹ được ủ ở nhiệt độ cao hơn nhiệt độ thông thường. Yêu cầu ủ đó của người Triều Tiên là do hoàn cảnh cấp thiết, mất điện thường xuyên khiến không thể duy trì nhiệt độ thấp liên tục để sản xuất bia. Bia hơi của Triều Tiên được ủ bằng men lager, nhưng với cùng lý do việc làm lạnh không ổn định, bia Ale cũng giống như vậy. Bia hơi của Triều Tiên rất phổ biến đến mức có thể nói rằng "bia tầm vừa là bia hơi". Do gạo - thành phần chính trong các loại bia châu Á - vì dùng làm lương thực, còn lúa mạch thường không sử dụng trong nấu ăn, có rất nhiều lúa mạch được sử dụng trong sản xuất bia, vì vậy tất cả các loại bia là lúa mạch. Kết quả là bia có màu sẫm hơn, đậm đặc hơn và đậm đà tính mạch nha, đây là một lợi thế so với các loại bia châu Á khác. Chính hoàn cảnh sản xuất đã buộc người Triều Tiên phải làm như vậy, theo một nhà văn "các loại bia thú vị hơn hầu hết các quốc gia khác trên thế giới".

## Chất lượng
Bia Triều Tiên có hàm lượng hoa bia thấp do sở thích về hương vị. Nhà máy bia Triều Tiên rất dồi dào nguồn nước ngọt. Do những ngành công nghiệp của đất nước này phát triển kém nên không có vấn đề ô nhiễm môi trường nước. Chỉ có các thành phần khác của bia là phải nhập khẩu.
Nhìn chung, bia Triều Tiên có chất lượng "tương đối tốt" và có xu hướng cồn không nhẹ như các đối thủ Hàn Quốc, quốc gia mà bia có tiếng là nhạt nhẽo và chất lượng thấp. Tuần báo kinh tế của Anh The Economist gây chấn động ở Hàn Quốc khi tuyên bố vào năm 2012 rằng "sản xuất bia vẫn chỉ là hoạt động hữu ích duy nhất mà Triều Tiên đánh bại được Hàn Quốc." Bài báo và sự thành công của các nhà máy bia quy mô nhỏ của Bắc Triều Tiên đã thúc đẩy ngành công nghiệp bia Hàn Quốc cải cách, bao gồm thay đổi luật về rượu để cho phép tự sản xuất bia.